# Muzeum Małachowianki w Płocku
Muzeum Małachowianki w Płocku – muzeum szkolne prezentujące dzieje najstarszej szkoły średniej w Polsce, powstałej w 1626 roku, dziś noszącej nazwę Liceum Ogólnokształcącego im. Marsz. Stanisława Małachowskiego.
Muzeum zostało otwarte w 1980 w czasie uroczystych "obchodów 800-lecia szkoły", a w jego otwarciu uczestniczył Przewodniczący Rady Państwa Henryk Jabłoński. 
Muzeum zajmuje części dawnej kolegiaty, obok fundamentów XIII i XIV-wiecznych absyd i XV-wiecznej wieży. 
W latach 2012–2014 został przeprowadzony gruntowny remont i rewitalizacja zabytkowych budynków szkoły, w ich efekcie m.in. na terenie muzeum w podziemiach kolegiaty utworzono ścieżkę dydaktyczną eksponującą odkryte zabytki okresu romańskiego, gotyckiego, baroku i późniejszych.
Pierwsza część muzeum prezentuje pozostałości po kolegiacie, jakie przetrwały do dzisiejszych czasów. Druga zaś przybliża historię szkoły, jej wybitnych nauczycieli i absolwentów. Ekspozycja liczy obecnie ponad 300 pozycji. Wśród nich są m.in. ziemie z pól bitewnych Bolesława Krzywoustego, a także kopie świadectw absolwentów - bł. Honorata Koźmińskiego, czy Tadeusza Mazowieckiego. 
Istnieje także możliwość wejścia na gotycką wieżę dawnej kolegiaty, w której urządzono obserwatorium astronomiczne.